# (33546) 1999 JM10
1999 JM10 (asteroide 33546) é um asteroide da cintura principal. Possui uma excentricidade de 0.22097510 e uma inclinação de 14.74690º.
Este asteroide foi descoberto no dia 8 de maio de 1999 por CSS em Catalina.